# Harrisia eriophora
Harrisia eriophora (Pfeiff.) Britton i Rose, és una espècie fanerògama que pertany a la família de les cactàcies.

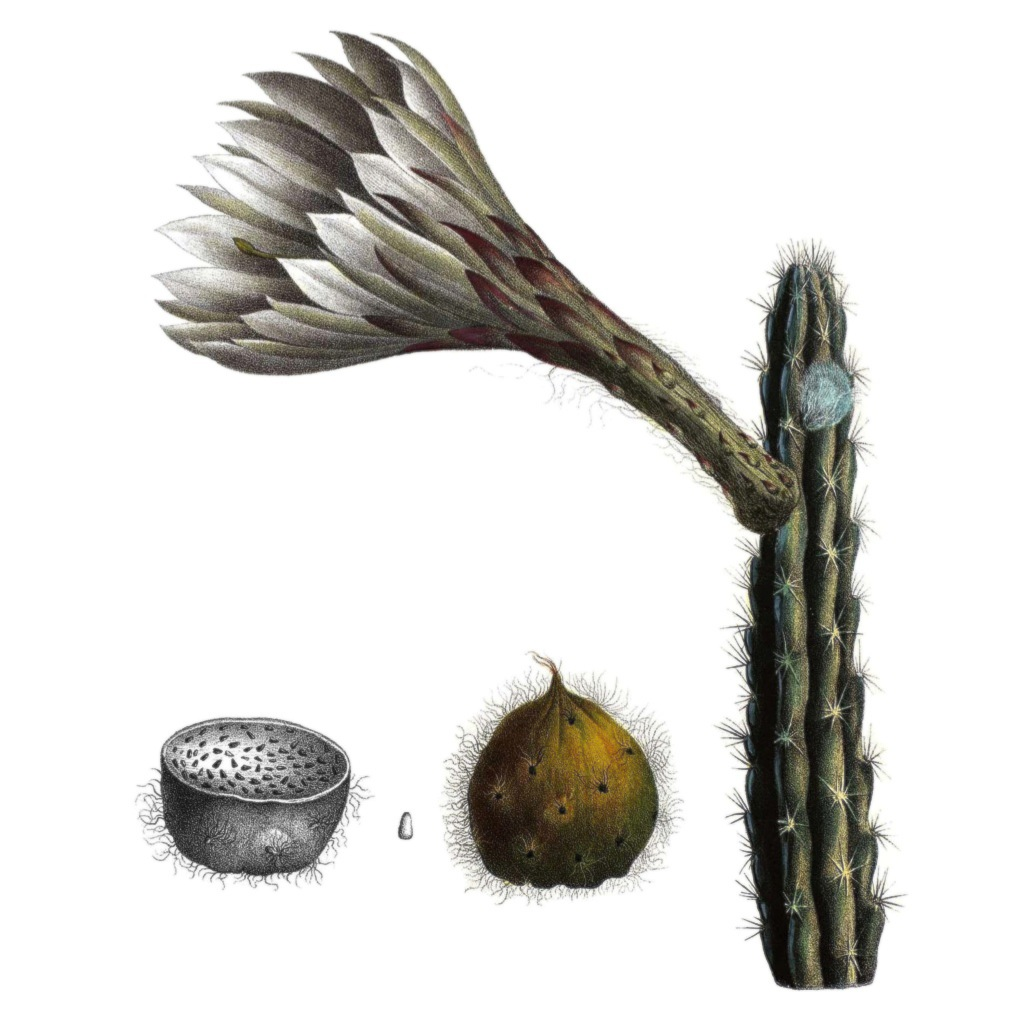
Il·lustració

## Descripció
Harrisia eriophora creix en grups densos arbustius, amb tija erecte o inclinada assoleix una alçada de 3-5 metres. Els primers brots verds brillants són després verd fosc i tenen un diàmetre de fins a 4 cm o més. Té de vuit a dotze costelles sortints que presenten profundes obertures. Les arèoles contenen de 6 a 13 espines en forma d'agulla, de color marró clar, gris o groc amb una punta més fosca i de 2 a 4 cm de llarg. Les flors poden assolir una longitud de 12 a 18 cm. El seu tub amb algunes escames i ocupada per un llarg pèl blanc. El fruit és esfèric a obovat, sense brillantor i de color groc a vermell, són comestibles i tenen un diàmetre de fins a 6 cm.

## Distribució
És endèmica de Cuba i Florida. És una espècie extremadament rara en la vida silvestre. Harrisia eriophora se'n conserva a causa que se cultiva pels seus fruits. A més, s'han proposat importants mesures de conservació. La protecció d'altres espècies de cactus a Cuba probablement beneficiï a H. eriophora.

## Taxonomia
Harrisia eriophora va ser descrita per (Pfeiff.) Britton i Rose i publicat a Bulletin of the Torrey Botanical Club 35(12): 562. 1908.
Etimologia
Harrisia: nom genèric que va ser anomenat en honor del botànic irlandès William Harris, qui va ser superintendent de jardins públics i plantacions de Jamaica.
eriophora epítet llati que significa "llanut".
Sinonímia
- Cereus eriophorus[3]